# ماي جارونبورا
ماي جارونبورا (ใหม่ เจริญปุระ) ممثلة تايلندية، ولدت في 5 يناير 1969 في بانكوك في تايلاند

## أعمالها

### ألبومات الاستوديو
- Mai Muan ไม้ม้วน (1989)
- Mai Keed Fai ไม้ขีดไฟ (1990)
- Kwam Lap Sud Khoffa ความลับสุดขอบฟ้า (1992)
- Phee Suea Kab Phayu ผีเสื้อกับพายุ (1994)
- Chiwit Mai ชีวิตใหม่ (1997)
- Plaeng Rid แผลงฤทธิ์ (1998)
- Khon Dieaw Nai Hua Jai คนเดียวในหัวใจ (2002)
- Always Mai Samer Always ใหม่เสมอ (2006)

## فيلموغرافيا
- 1987: Nang Nuan
- 2001: The Legend of Suriyothai[6]
- 2008: Memory
- 2009: Meat Grinder
- 2010: Still
- 2011: Mai ka Mam don ka don

## روابط خارجية
- ماي جارونبورا على موقع IMDb (الإنجليزية)
- ماي جارونبورا على موقع ميوزك برينز (الإنجليزية)
- ماي جارونبورا على موقع قاعدة بيانات الفيلم (الإنجليزية)